# Болтт, Натали
Натали Болтт (африк. Nathalie Boltt, род. 19 июля 1973, Йоханнесбург, Трансвааль) — южноафриканский режиссёр, актриса и писательница, известная по фильмам «Ривердейл» и «Район № 9». Её первый прорыв в актёрской карьере произошёл в стране её рождения, ЮАР, в роли Джоуи Ортлепп в драме SABC 3 Isidingo с 2001 по 2004 год. Натали изображает Пенелопу Блоссом в молодёжном драматическом сериале CW «Ривердейл» с 2017 года. Она выпускница Университета Родса и в настоящее время живёт в Ванкувере, Канада, и Лос-Анджелесе.
На международном уровне Болтт принимала участие в фильмах «Район № 9», «24 часа жизни», «Инспектор Джордж Джентли», «Астронавты» и телевизионном ремейке 2005 года «Приключения Посейдона». Она также озвучивает многих персонажей, в том числе DottyWot в новозеландском детском сериале The WotWots.

## Фильмография

### Фильмы
| Год         | Название             | Роль            | Примечания             |
| ----------- | -------------------- | --------------- | ---------------------- |
| 2007        | Наводнение           | Кейт Моррисон   |                        |
| 2007        | Route 30             | Мэнди           |                        |
| 2008        | Судный день          | Джейн Харрис    |                        |
| 2009        | Район № 9            | Сара Ливингстон |                        |
| 2010        | Кава                 | Аннабель        |                        |
| 2013        | Шёлк                 | Медсестра       |                        |
| 2014        | Лечение              | Руби Уэйкфилд   |                        |
| 2014        | Route 30 Three!      | Агент Нэт       |                        |
| 2015        | Пища для размышлений | Мерран          | Короткометражный фильм |
| 2017        | 24 часа жизни        | Д-р Хелен       |                        |
| 2021        | Демоник              | Ангела          |                        |
| Предстоящий | Водораздел           | Сэм             | Короткометражный фильм |